# Колосов, Николай Андреевич
Никола́й Андре́евич Ко́лосов (13 марта 1909, Курган, Тобольская губерния — 19 апреля 1993) — советский военный и политический деятель, генерал-майор, член Ревизионной комиссии Коммунистической партии Украины (1954—1956), первый директор Музея-панорамы «Бородинская битва» (1962—1984).

## Биография
Николай Андреевич Колосов родился 13 марта 1909 года в городе Кургане Курганского уезда Тобольской губернии, ныне город — административный центр Курганской области Российской Федерации. Русский.
Ребенком, потеряв родителей, он долго странствовал по стране, разорённой Гражданской войной, пока в 1924 году его не устроили на учёбу в школу ФЗУ железнодорожного депо станции Петропавловск Акмолинской губернии Киргизской АССР (Северный Казахстан).
В 1928 году вступил в ВКП(б), в 1952 году партия переименована в КПСС.
В 1929—1931 годах — ответственный секретарь Петропавловского городского и районного комитета ВЛКСМ Казахской АССР, заведующий отделом Петропавловского окружного комитета ВЛКСМ.
С 1931 года — в Рабоче-крестьянской Красной Армии. Окончил двухгодичное Саратовское бронетанковое училище. в 1932—1933 — инструктор бронетанкового дела школы.
В 1933—1936 годах — командир взвода и танковой роты учебно-танкового батальона.
В 1936—1939 годах — слушатель Военной академии механизации и моторизации РККА имени И. В. Сталина. С 1939 года — аспирант кафедры истории военного искусства и военный комиссар Военной академии механизации и моторизации РККА имени И. В. Сталина.
Участник Великой Отечественной войны. В сентябре 1941 — декабре 1942 года — военный комиссар управления и укомплектования РККА. В декабре 1942 — сентябре 1944 года — заместитель начальника по политической части Главного управления формирования и боевой подготовки бронетанковых и механизированных войск РККА.
С 14 сентября 1944 по 17 августа 1945 года — начальник Политотдела 8-го гвардейского танкового Краснознаменного ордена Суворова корпуса. Участвовал в боевых действиях на территории Польши и при взятии Кёнигсберга.
До октября 1946 года — начальник политотдела Барановического, затем Белорусского военных округов.
В октябре 1946 — августе 1947 года — инспектор Политуправления Сухопутных войск по танковым войскам.
В 1947 — июле 1950 года — начальник бронетанкового факультета Военно-политической академии им. В. И. Ленина.
В июле 1950 — ноябре 1953 года — член Военного Совета 3-й гвардейской танковой армии (Группа советских войск в Германии).
В ноябре 1953 — сентябре 1955 года — начальник Политуправления Прикарпатского военного округа (г. Львов).
В 1954—1956 гг. — член Ревизионной комиссии Коммунистической партии Украины.
В сентябре 1955 — ноябре 1957 года — начальник Политуправления Приволжского военного округа (г. Куйбышев).
В ноябре 1957 — марте 1961 года — член Военного Совета Гвардейского танкового объединения (г. Днепропетровск).
Согласно дневникам генерала армии Обатурова, был снят с должности за систематическое пьянство (вместе с ним, и по тем же причинам, был снят и командующий 6-й гвардейской танковой армией генерал-лейтенант Фоминых).
В 1961 году демобилизовался из Советской армии, работал редактором Бюро пропаганды Советского киноискусства. 
С 12 июля 1962 года стал первым директором Музея-панорамы «Бородинская битва» в городе Москве и работал в этой должности до 11 мая 1984 года.
Николай Андреевич Колосов умер в 1993 году.

## Звания
- полковой комиссар
- полковник
- генерал-майор

## Награды
- Орден Ленина, дважды: 13 ноября 1942 года[6], 30 декабря 1956 года
- Орден Октябрьской Революции, 1991 год
- Орден Красного Знамени, трижды: 8 марта 1945 года[7], 30 июля 1945 года[8], 19 ноября 1951 года
- Орден Отечественной войны I степени, 6 апреля 1985 года[9]
- Орден Отечественной войны II степени, 15 декабря 1943[10][11]
- Орден Красной Звезды, дважды: 27 сентября 1944 года[12], 30 апреля 1947 года
- Орден «Знак Почёта», 1980 год
- медали, в том числе 
  - Медаль «За боевые заслуги», 3 ноября 1944 года
  - Медаль «В ознаменование 100-летия со дня рождения Владимира Ильича Ленина»
  - Медаль «За оборону Москвы»
  - Медаль «За победу над Германией в Великой Отечественной войне 1941—1945 гг.»
  - Юбилейная медаль «Двадцать лет Победы в Великой Отечественной войне 1941—1945 гг.»
  - Юбилейная медаль «Тридцать лет Победы в Великой Отечественной войне 1941—1945 гг.»
  - Юбилейная медаль «Сорок лет Победы в Великой Отечественной войне 1941—1945 гг.»
  - Медаль «За взятие Кёнигсберга»
  - Медаль «За освобождение Варшавы»
  - Медаль «Ветеран труда»
  - Медаль «Ветеран Вооружённых Сил СССР»
  - Юбилейная медаль «30 лет Советской Армии и Флота»
  - Юбилейная медаль «40 лет Вооружённых Сил СССР»
  - Юбилейная медаль «50 лет Вооружённых Сил СССР»
  - Юбилейная медаль «60 лет Вооружённых Сил СССР»
  - Юбилейная медаль «70 лет Вооружённых Сил СССР»
  - Медаль «В память 800-летия Москвы»
- польский орден «Крест Грюнвальда»
- 5 польских медалей, в том числе
  - Медаль «За Варшаву 1939—1945»

## Сочинения
Колосов Н.А. Воспоминания комиссара-танкиста. М.Центрполиграф,2023 г.